# 2006 en Tunisie
Cet article présente les faits marquants de l'année 2006 en Tunisie.

## Évènements

### Mars
- 20 mars : La Tunisie célèbre le 50e anniversaire de son indépendance.

### Juillet
- 30 juillet : Les autorités décrètent un deuil national de 3 jours en mémoire des victimes du bombardement de Cana.

### Octobre
- 25 octobre : Le gouvernement annonce la fermeture de son ambassade au Qatar « suite à la campagne hostile à la Tunisie menée par la chaîne qatarie Al Jazeera ».
- 29 octobre : L'équipe nationale de handball masculin s'incline en finale de la Statoil World Cup contre la Croatie aux tirs au but 4-2 (29-29 à la fin du temps réglementaire). Elle avait auparavant battu le Danemark aux tirs au but 3-2 (30-30 à la fin du temps réglementaire) en demi-finale.

### Décembre
- 25 décembre : Maya Jribi est élue à la tête du Parti démocrate progressiste. Elle devient ainsi la première femme à diriger un parti politique tunisien.

## Culture
- 22 avril : le Comar d'or est attribué à :
  - Hourria, ouvrage en langue arabe de Hafedh Mahfoudh (ar) ;
  - Le Paradis des femmes, ouvrage en langue française d'Ali Bécheur.

## Décès
- 21 juillet : Midani Ben Salah, écrivain et poète, 77 ans
- 21 août : Mustapha El Kamel, luthiste, 85 ans
- 19 septembre : Abdelhamid Ben Aljia, chef d'orchestre, 75 ans
- 14 décembre : Mustapha Adouani, comédien, 60 ans